# Draft de la NBA de 1979
El Draft de la NBA de 1979 fue el trigésimotercer draft de la National Basketball Association (NBA). El draft se celebró el 25 de junio de 1979 antes del comienzo de la temporada 1979-80. 
En este draft, veintidós equipos de la NBA seleccionaron a jugadores amateurs del baloncesto universitario y otros jugadores elegibles, incluidos internacionales. Los jugadores que hubiesen terminado el periplo universitario de cuatro años estaban disponibles para ser seleccionados. Si un jugador abandonaba antes la universidad, no podía ser escogido en el draft hasta que su clase se graduase. Antes del draft, cinco jugadores que no habían terminado los cuatro años universitarios fueron declarados elegibles para ser seleccionados bajo la regla de "necesidad". Estos jugadores demostraron sus necesidades financieras a la liga, que les concedió el derecho a comenzar sus carreras profesionales antes de lo permitido.
Las dos primeras elecciones del draft correspondieron a los equipos que finalizaron en la última posición en cada división, con el orden determinado por un lanzamiento de moneda. Los Angeles Lakers, que adquirió la elección de primera ronda de New Orleans Jazz en un traspaso, ganó el primer puesto del draft, mientras que Chicago Bulls fue premiado con la segunda elección. Los demás equipos seleccionaron en orden inverso al registro de victiorias-derrotas en la temporada anterior. 
Antes del draft, los Jazz se trasladaron de Nueva Orleans (Luisiana) a Salt Lake City (Utah) y se convirtieron en Utah Jazz. El draft consistió de diez rondas y 202 jugadores fueron seleccionados.

## Selecciones y notas del draft
Magic Johnson, de la Universidad Estatal de Míchigan y uno de los jugadores que se acogió a la regla de "necesidad", fue seleccionado en la primera posición del draft por Los Angeles Lakers. Johnson, que acababa de finalizar su segundo año en la universidad, se convirtió en el primer número 1 del draft en no terminar los cuatro años universitarios. En su primera temporada en la liga ganó el campeonato de la NBA con los Lakers y se convirtió en el primer novato en ganar el MVP de las Finales de la NBA. Pasó los trece años de su carrera profesional en los Lakers y ganó cinco campeonatos de la NBA. También se hizo con tres MVP de la Temporada de la NBA, tres MVP de las Finales, diez selecciones consecutivas en el mejor quinteto de la NBA y doce participaciones en el All-Star Game de la NBA. Por sus logros fue incluido en el Basketball Hall of Fame, y fue nombrado uno de los 50 mejores jugadores en la historia de la NBA en 1996. Tras retirarse como jugador, Johnson trabajó como entrenador interino de los Lakers en 1994.
Sidney Moncrief, la quinta elección, ganó dos premios al Mejor Defensor de la NBA, fue incluido en el mejor quinteto de la liga en cinco ocasiones consecutivas, y en el mejor quinteto defensivo de la NBA y el All-Star otros cinco años consecutivos. Jim Paxson, la duodécima elección, fue incluido en el mejor quinteto en una ocasión y jugó dos All-Star Games. Bill Cartwright, la segunda elección, ganó tres campeonatos de la NBA consecutivos con Chicago Bulls desde 1991 hasta 1993. También participó en un All-Star, en su primera campaña en la liga. Tras retirarse como jugador, entrenó a los Bulls durante tres temporadas. Bill Laimbeer, la sexuagésima quinta elección, ganó dos campeonatos de la NBA con Detroit Pistons en 1989 y 1990 y disputó cuatro All-Star Games. Tras finalizar su carrera profesional, entrenó a Detroit Shock de la Women's National Basketball Association (WNBA) durante ocho temporadas, liderando al equipo a tres campeonatos en 2003, 2006 y 2008. Mark Eaton, que solo se mantuvo un año en la universidad, fue seleccionado por Phoenix Suns en la 107.ª posición. Eaton optó por regresar a la universidad y debutó en la NBA en 1982, después de ser seleccionado de nuevo por Utah Jazz en el Draft de 1982. Durante sus once años en los Jazz, fue nombrado Mejor Defensor en dos ocasiones, formó parte del mejor quinteto defensivo en cinco años consecutivos y participó en un All-Star Game. Otros dos jugadores de este draft, la octava elección Calvin Natt y la septuagésima tercera James Donaldson, disputaron un All-Star Game.
En la cuarta ronda, Boston Celtics seleccionó a Nick Galis, de la Universidad de Seton Hall, en la sexuagésima octava posición. Sin embargo, sufrió una grave lesión en los campos de entrenamiento y fue despedido por los Celtics antes del comienzo de la temporada. Galis, nacido en los Estados Unidos de padres griegos, optó por jugar en Grecia. Nunca jugó en la NBA y pasó toda su carrera profesional en la liga griega, donde ganó ocho ligas, siete copas y numerosos premios y logros personales. Posteriormente fue incluido por la Federación Internacional de Baloncesto (FIBA) en el FIBA Hall of Fame.

## Leyenda
|  | Denota jugador miembro del Basketball Hall of Fame                                                 |
|  | Denota jugador que ha sido seleccionado al menos en un All-Star Game y un Mejor Quinteto de la NBA |
|  | Denota jugador que ha sido seleccionado al menos en un All-Star Game                               |
|  | Denota jugador que nunca ha jugado en la NBA                                                       |

## Draft

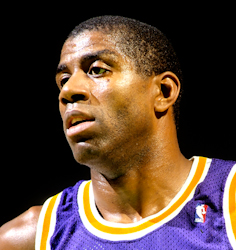
Magic Johnson, la primera elección.

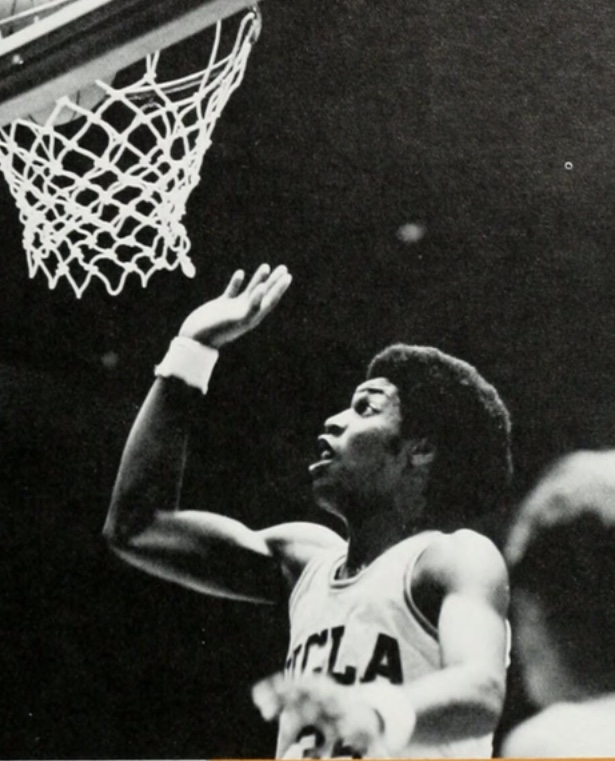
David Greenwood, elegido en segundo lugar.

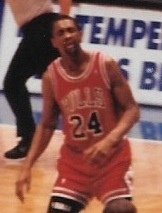
Bill Cartwright, la tercera elección.

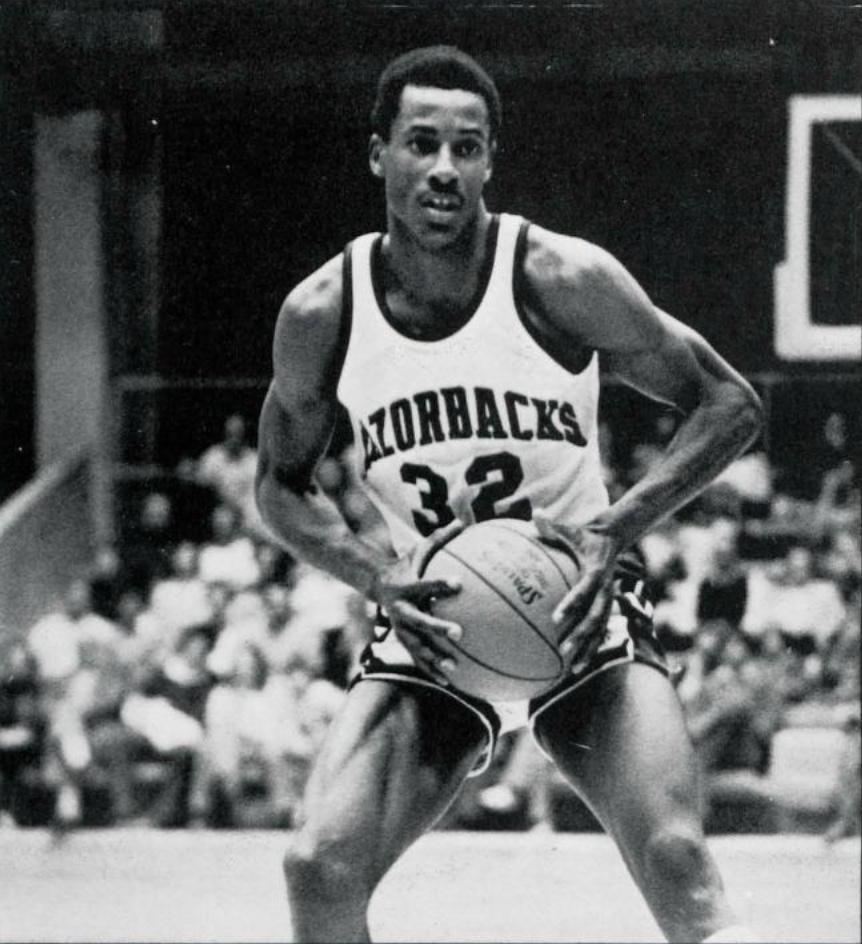
Sidney Moncrief, la quinta elección.

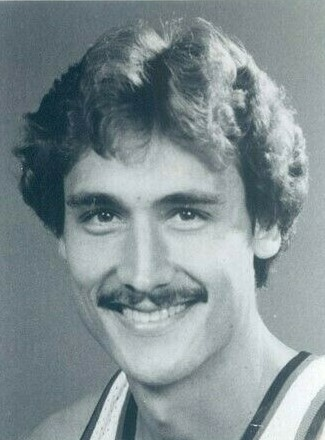
Jim Paxson, la decimosegunda elección.

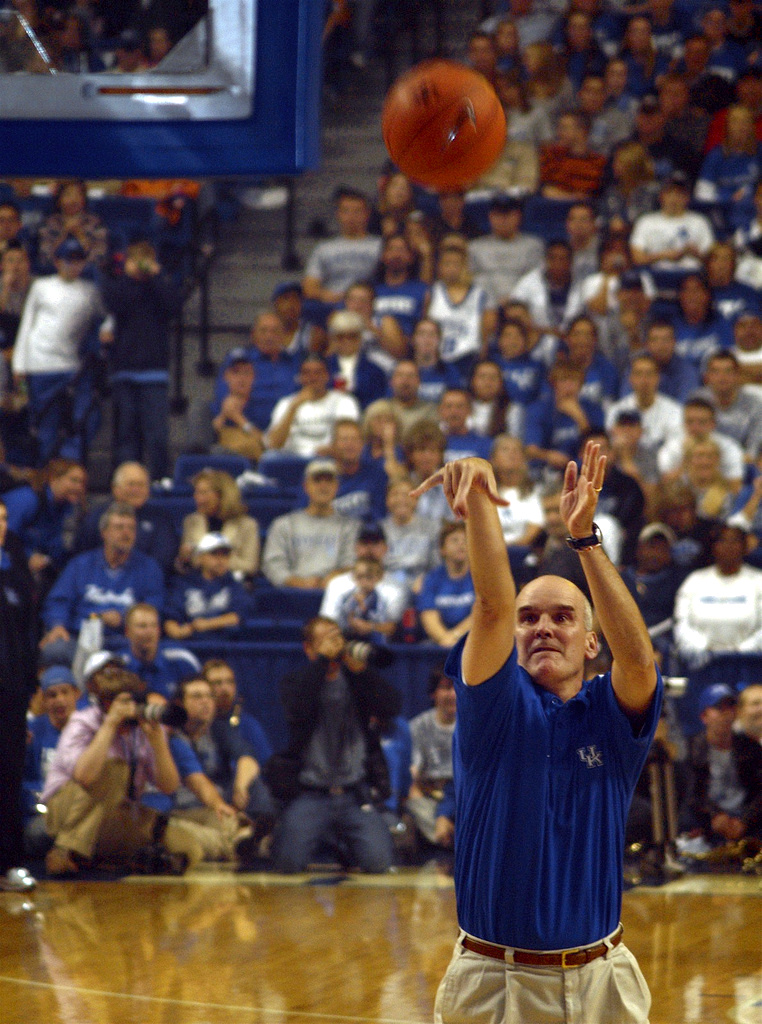
Kyle Macy, la 22.ª elección.

| Ronda | Pick | Jugador          | Pos. | Nacionalidad   | Equipo                                                 | Universidad/equipo        |
| ----- | ---- | ---------------- | ---- | -------------- | ------------------------------------------------------ | ------------------------- |
| 1     | 1    | Magic Johnson    | G/F  | Estados Unidos | Los Angeles Lakers (desde Utah)                        | Michigan State (So.)      |
| 1     | 2    | David Greenwood  | F/C  | Estados Unidos | Chicago Bulls                                          | UCLA (Sr.)                |
| 1     | 3    | Bill Cartwright  | C    | Estados Unidos | New York Knicks (desde Boston)                         | San Francisco (Sr.)       |
| 1     | 4    | Greg Kelser      | F    | Estados Unidos | Detroit Pistons (desde Cleveland vía Milwaukee)        | Michigan State (Sr.)      |
| 1     | 5    | Sidney Moncrief  | G    | Estados Unidos | Milwaukee Bucks (desde Detroit)                        | Arkansas (Sr.)            |
| 1     | 6    | James Bailey     | F/C  | Estados Unidos | Seattle SuperSonics (desde New York)                   | Rutgers (Sr.)             |
| 1     | 7    | Vinnie Johnson   | G    | Estados Unidos | Seattle SuperSonics (desde New Jersey vía New York)    | Baylor (Sr.)              |
| 1     | 8    | Calvin Natt      | F    | Estados Unidos | New Jersey Nets (desde Indiana vía Milwaukee)          | Northeast Louisiana (Sr.) |
| 1     | 9    | Larry Demic      | F/C  | Estados Unidos | New York Knicks (desde Golden State vía Boston)        | Arizona (Sr.)             |
| 1     | 10   | Roy Hamilton     | G    | Estados Unidos | Detroit Pistons (desde Milwaukee vía San Diego)        | UCLA (Sr.)                |
| 1     | 11   | Cliff Robinson   | F    | Estados Unidos | New Jersey Nets (desde San Diego)                      | USC (So.)                 |
| 1     | 12   | Jim Paxson       | G/F  | Estados Unidos | Portland Trail Blazers                                 | Dayton (Sr.)              |
| 1     | 13   | Dudley Bradley   | G/F  | Estados Unidos | Indiana Pacers (desde Atlanta)                         | North Carolina (Sr.)      |
| 1     | 14   | Brad Holland     | G    | Estados Unidos | Los Angeles Lakers                                     | UCLA (Sr.)                |
| 1     | 15   | Phil Hubbard     | F/C  | Estados Unidos | Detroit Pistons (desde Denver)                         | Michigan (Sr.)            |
| 1     | 16   | Jim Spanarkel    | G/F  | Estados Unidos | Philadelphia 76ers                                     | Duke (Sr.)                |
| 1     | 17   | Lee Johnson      | F    | Estados Unidos | Houston Rockets                                        | East Texas State (Sr.)    |
| 1     | 18   | Reggie King      | F    | Estados Unidos | Kansas City Kings                                      | Alabama (Sr.)             |
| 1     | 19   | Wiley Peck       | G    | Estados Unidos | San Antonio Spurs                                      | Mississippi State (Sr.)   |
| 1     | 20   | Larry Knight     | F    | Estados Unidos | Utah Jazz (desde Phoenix)                              | Loyola (Illinois) (Sr.)   |
| 1     | 21   | Sly Williams     | G/F  | Estados Unidos | New York Knicks (desde Seattle vía Boston)             | Rhode Island (Jr.)        |
| 1     | 22   | Kyle Macy        | G    | Estados Unidos | Phoenix Suns (desde Washington)                        | Kentucky (Sr.)            |
| 2     | 23   | Tico Brown       | G    | Estados Unidos | Utah Jazz                                              | Georgia Tech (Sr.)        |
| 2     | 24   | Johnny High      | G    | Estados Unidos | Phoenix Suns (desde Boston)                            | Nevada (Sr.)              |
| 2     | 25   | Oliver Mack      | G    | Estados Unidos | Los Angeles Lakers (desde Detroit vía Denver)          | East Carolina (Sr.)       |
| 2     | 26   | Bruce Flowers    | F    | Estados Unidos | Cleveland Cavaliers                                    | Notre Dame (Sr.)          |
| 2     | 27   | Reggie Carter    | G    | Estados Unidos | New York Knicks                                        | St. John's (Sr.)          |
| 2     | 28   | Danny Salisbury  | F    | Estados Unidos | Golden State Warriors (desde Chicago)                  | Pan American (Sr.)        |
| 2     | 29   | Tony Price       | G    | Estados Unidos | Detroit Pistons (desde New Jersey)                     | Pennsylvania (Sr.)        |
| 2     | 30   | Gary Garland     | G    | Estados Unidos | Denver Nuggets (desde Golden State vía San Diego)      | DePaul (Sr.)              |
| 2     | 31   | Edgar Jones      | F/C  | Estados Unidos | Milwaukee Bucks                                        | Nevada (Sr.)              |
| 2     | 32   | Tony Zeno        | F    | Estados Unidos | Indiana Pacers                                         | Arizona State (Sr.)       |
| 2     | 33   | Lawrence Butler  | G    | Estados Unidos | Chicago Bulls (desde San Diego vía Denver)             | Idaho State (Sr.)         |
| 2     | 34   | Kim Goetz        | F    | Estados Unidos | New York Knicks (desde Portland)                       | San Diego State (Sr.)     |
| 2     | 35   | James Bradley    | F    | Estados Unidos | Atlanta Hawks                                          | Memphis State (Sr.)       |
| 2     | 36   | Clint Richardson | G    | Estados Unidos | Philadelphia 76ers (desde Denver vía New Jersey)       | Seattle (Sr.)             |
| 2     | 37   | Bernard Toone    | F    | Estados Unidos | Philadelphia 76ers                                     | Marquette (Sr.)           |
| 2     | 38   | Larry Wilson     | F    | Estados Unidos | Atlanta Hawks (desde Houston)                          | Nicholls State (Sr.)      |
| 2     | 39   | Victor King      | F    | Estados Unidos | Los Angeles Lakers                                     | Louisiana Tech (Sr.)      |
| 2     | 40   | Andrew Fields    | F    | Estados Unidos | Portland Trail Blazers (desde San Antonio vía Seattle) | Cheyney State (Sr.)       |
| 2     | 41   | Mark Young       | F    | Estados Unidos | Los Angeles Lakers (desde Kansas City vía Denver)      | Fairfield (Sr.)           |
| 2     | 42   | Paul Mokeski     | F/C  | Estados Unidos | Houston Rockets (desde Phoenix vía Seattle)            | Kansas (Sr.)              |
| 2     | 43   | Johnny Moore     | G    | Estados Unidos | Seattle SuperSonics                                    | Texas (Sr.)               |
| 2     | 44   | Joe DeSantis     | G    | Estados Unidos | Washington Bullets                                     | Fairfield (Sr.)           |

## Otras elecciones
La siguiente lista incluye otras elecciones de draft que han aparecido en al menos un partido de la NBA.

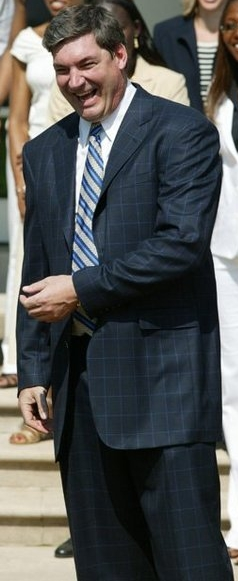
Bill Laimbeer, la 65.ª elección.

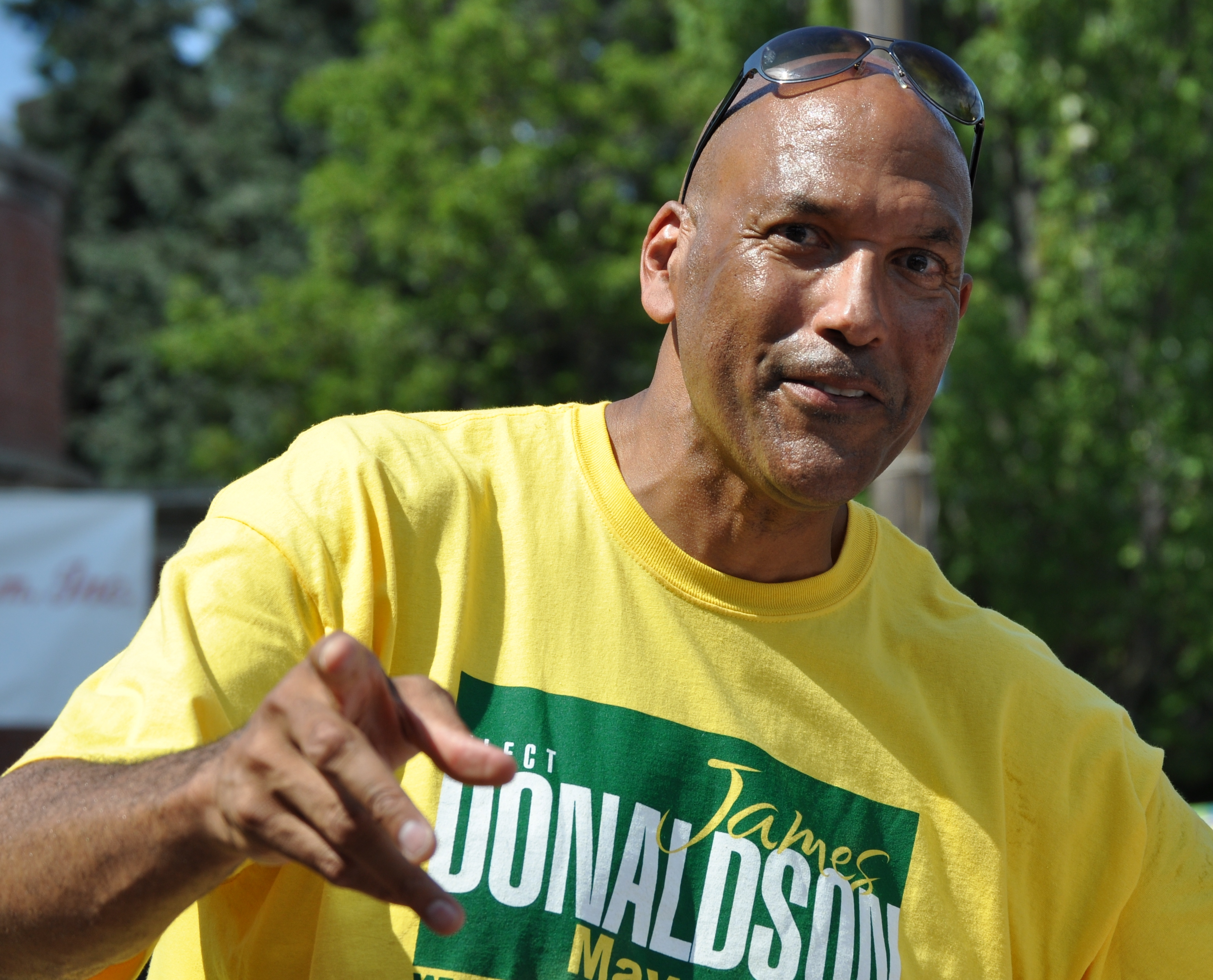
James Donaldson, la 73.ª elección.

| Ronda | Pick | Jugador          | Pos. | Nacionalidad   | Equipo                                 | Universidad/equipo        |
| ----- | ---- | ---------------- | ---- | -------------- | -------------------------------------- | ------------------------- |
| 3     | 45   | Arvid Kramer     | C    | Estados Unidos | Utah Jazz                              | Augustana (Sr.)           |
| 3     | 47   | Calvin Garrett   | F    | Estados Unidos | Chicago Bulls (desde Cleveland)        | Oral Roberts (Sr.)        |
| 3     | 48   | Terry Duerod     | G    | Estados Unidos | Detroit Pistons                        | Detroit (Sr.)             |
| 3     | 49   | Cedrick Hordges  | F/C  | Estados Unidos | Chicago Bulls                          | South Carolina (Sr.)      |
| 3     | 50   | Geoff Huston     | G    | Estados Unidos | New York Knicks                        | Texas Tech (Sr.)          |
| 3     | 53   | Wayne Kreklow    | G    | Estados Unidos | Boston Celtics (desde Indiana)         | Drake (Sr.)               |
| 3     | 54   | Lynbert Johnson  | G/F  | Estados Unidos | Golden State Warriors                  | Wichita State (Sr.)       |
| 3     | 58   | Earl Cureton     | F/C  | Estados Unidos | Philadelphia 76ers                     | Detroit (Sr.)             |
| 3     | 62   | Terry Crosby     | G    | Estados Unidos | Kansas City Kings                      | Tennessee (Sr.)           |
| 3     | 63   | Sylvester Norris | C    | Estados Unidos | San Antonio Spurs                      | Jackson State (Sr.)       |
| 3     | 65   | Bill Laimbeer    | C    | Estados Unidos | Cleveland Cavaliers (desde Seattle)    | Notre Dame (Sr.)          |
| 4     | 67   | Greg Deane       | G    | Estados Unidos | Utah Jazz                              | Utah (Sr.)                |
| 4     | 73   | James Donaldson  | C    | Reino Unido    | Seattle SuperSonics (desde New Jersey) | Washington State (Sr.)    |
| 4     | 82   | Jerry Sichting   | G    | Estados Unidos | Golden State Warriors (desde Denver)   | Purdue (Sr.)              |
| 4     | 83   | Mike Niles       | F    | Estados Unidos | Philadelphia 76ers                     | Cal State Fullerton (Sr.) |
| 4     | 85   | John McCullough  | G    | Estados Unidos | Kansas City Kings                      | Oklahoma (Sr.)            |
| 5     | 98   | Billy Reid       | G    | Estados Unidos | Indiana Pacers                         | San Francisco (Sr.)       |
| 5     | 104  | Allen Leavell    | G    | Estados Unidos | Houston Rockets                        | Oklahoma City (Sr.)       |
| 5     | 107  | Mark Eaton       | C    | Estados Unidos | Phoenix Suns                           | Cypress JC (Fr.)          |
| 8     | 165  | Charles Jones    | F/C  | Estados Unidos | Phoenix Suns                           | Albany State (Sr.)        |
| 10    | 185  | Paul Dawkins     | F    | Estados Unidos | Utah Jazz                              | Northern Illinois (Sr.)   |
| 10    | 198  | Keith McCord     | G    | Estados Unidos | Philadelphia 76ers                     | Alabama-Birmingham (Sr.)  |

## Traspasos
1. ↑  El 5 de agosto de 1976, Los Angeles Lakers adquirió las elecciones de primera ronda de 1977, 1978 y 1979, y una elección de segunda ronda de 1980 de Utah Jazz a cambio de una elección de primera ronda de 1978 y una de segunda ronda de 1977, como compensación cuando los Jazz ficharon a Gail Goodrich el 19 de julio de 1976.[21] Los Lakers utilizaron esta elección de draft para seleccionar a Magic Johnson.
2. ↑  El 24 de octubre de 1975, Seattle SuperSonics adquirió a Gene Short y una elección de primera ronda de New York Knicks a cambio de Spencer Haywood.[22] Los Sonics utilizaron esta elección de draft para seleccionar a James Bailey.
3. ↑  El 4 de octubre de 1978, Seattle SuperSonics adquirió a Lonnie Shelton y una elección de primera ronda de 1979 de New York Knicks a cambio de una elección de primera ronda de 1981, como compensación cuando los Knicks ficharon a Marvin Webster el 29 de septiembre de 20101978.[23] Previamente, los Knicks adquirieron las elecciones de primera ronda de 1978 y 1979 el 8 de junio de 1978 de New Jersey Nets a cambio de Phil Jackson, una elección de primera ronda de 1978 y 3.2 millones de dólares como indemnización a los Knicks.[24][25] Los Sonics utilizaron esta elección de draft para seleccionar a Vinnie Johnson.
4. ↑  El 31 de mayo de 1979, New Jersey Nets adquirió a John Gianelli y la octava elección de Milwaukee Bucks a cambio de Harvey Catchings.[26] Previamente, los Bucks adquirieron la elección el 8 de junio de 1978 de Indiana Pacers como compensación por el fichaje de Alex English como agente libre.[27] Los Nets utilizaron esta elección de draft para seleccionar a Calvin Natt.
5. ↑  El 23 de noviembre de 201020101977, Detroit Pistons adquirieron a Gus Gerard, John Shumate y una elección de primera ronda de 1979 de San Diego Clippers a cambio de Marvin Barnes, una elección de segunda ronda de 1978 y una de cuarta ronda de 1978.[28] Previamente, los Clippers adquirieron la elección el 2 de septiembre de 20101977 de Milwaukee Bucks a cambio de John Gianelli.[26] Los Pistons utilizaron esta elección de draft para seleccionar a Roy Hamilton.
6. ↑  El 1 de septiembre de 20101977, New Jersey Nets adquirió a George E. Johnson y las elecciones de primera ronda de 1978 y 1979 de San Diego Clippers a cambio de Nate Archibald.[29] Los Nets utilizaron esta elección de draft para seleccionar a Cliff Robinson.
7. ↑  El 9 de junio de 1978, Indiana Pacers adquirió una elección de primera ronda de Atlanta Hawks como compensación por el fichaje de Dan Roundfield como agente libre.[30] Los Pacers utilizaron esta elección de draft para seleccionar a Dudley Bradley.
8. ↑  El 1 de febrero de 1978, Detroit Pistons adquirió a Jim Price y una elección de primera ronda de Denver Nuggets a cambio de Ralph Simpson.[31] Los Pistons utilizaron esta elección de draft para seleccionar a Phil Hubbard.
9. ↑  El 12 de enero de 1979, Utah Jazz adquirió a Marty Byrnes, Ron Lee, y las elecciones de primera ronda de 1979 y 1980 de Phoenix Suns a cambio de Truck Robinson.[32] Los Jazz utilizaron esta elección de draft para seleccionar a Larry Knight.
10. ↑  El 22 de junio de 1979, Phoenix Suns adquirió la vigésimo segunda elección y una elección de tercera ronda de 1980 de Washington Bullets a cambio de Steve Malovic.[33] Los Suns utilizaron esta elección de draft para seleccionar a Kyle Macy.
11. ↑  El 11 de octubre de 1978, Phoenix Suns adquirió una elección de segunda ronda de Boston Celtics a cambio de Dennis Awtrey. Los Suns utilizaron esta elección de draft para seleccionar a Johnny High.
12. ↑  El 26 de junio de 1978, Los Angeles Lakers adquirió a Ron Boone y dos elecciones de segunda ronda de 1979 de Denver Nuggets a cambio de Charlie Scott.[34] Los Lakers utilizaron esta elección de draft para seleccionar a Oliver Mack.
13. ↑  El 7 de noviembre de 201020101977, Detroit Pistons adquirió a Al Skinner y una elección de segunda ronda de 1979 y otra de segunda ronda 1978 de New Jersey Nets a cambio de Howard Porter, Kevin Porter y dinero.[35] Los Pistons utilizaron esta elección de draft para seleccionar a Tony Price.
14. ↑  El 15 de febrero de 1979, Denver Nuggets adquirió dos elecciones de segunda ronda de 1979 como compensación por el fichaje de Brian Taylor por San Diego Clippers como agente libre.[36] Previamente, el 15 de julio de 1978 los Clippers adquirieron la elección como compensación por el fichaje de Tom Abernethy por Golden State Warriors como agente libre. Los Nuggets utilizaron esta elección de draft para seleccionar a Gary Garland.
15. ↑  El 31 de enero de 1978, Philadelphia 76ers adquirió una elección de segunda ronda de 1979, otra de segunda ronda de 1982 y una de tercera ronda de 1983 de New Jersey Nets a cambio de Wilson Washington.[37] Previamente, el 30 de enero de 1978 los Nets adquirieron la elección a cambio de Darnell Hillman. Los 76ers utilizaron esta elección de draft para seleccionar a Clint Richardson.
16. ↑  El 22 de octubre de 1977, Houston Rockets adquirió una elección de segunda ronda de 1979 y otra de segunda ronda de 1980 de Seattle SuperSonics a cambio de John Johnson.[38] Previamente, el 18 de marzo de 1977 los Sonics adquirieron la elección a cambio de Bayard Forrest. Los Rockets utilizaron esta elección de draft para seleccionar a Paul Mokeski.
17. ↑  El 24 de julio de 1978, Boston Celtics adquirió una elección de tercera ronda como compensación por el fichaje de Kevin Stacom por Indiana Pacers como agente libre.[39] Los Celtics utilizaron esta elección de draft para seleccionar a Wayne Kreklow.
18. ↑  El 5 de septiembre de 20101978, Cleveland Cavaliers adquirió una elección de tercera ronda de 1979 y una de segunda ronda de 1984 como compensación por el fichaje de Dick Snyder por Seattle SuperSonics como agente libre.[40] Los Cavaliers utilizaron esta elección de draft para seleccionar a Bill Laimbeer.
19. ↑  El 27 de enero de 1977, Seattle SuperSonics adquirió una elección de cuarta ronda de New York Knicks (por entonces New York Nets).[41] Los SuperSonics utilizaron esta elección de draft para seleccionar a James Donaldson.